# Trachylepis betsileana
Trachylepis betsileana är en ödleart som beskrevs av  François Mocquard 1906. Trachylepis betsileana ingår i släktet Trachylepis och familjen skinkar. IUCN kategoriserar arten globalt som otillräckligt studerad. Inga underarter finns listade i Catalogue of Life.